# Грембоциці
Грембоцице (пол. Grębocice, нім. Gramschütz) — село в Польщі, у гміні Грембоцице Польковицького повіту Нижньосілезького воєводства. Населення — 1466 осіб (2011).
У 1975-1998 роках село належало до Легницького воєводства.

## Демографія
Демографічна структура станом на 31 березня 2011 року:
|          | Загалом | Допрацездатний вік | Працездатний вік | Постпрацездатний вік |
| -------- | ------- | ------------------ | ---------------- | -------------------- |
| Чоловіки | 723     | 174                | 495              | 54                   |
| Жінки    | 743     | 155                | 445              | 143                  |
| Разом    | 1466    | 329                | 940              | 197                  |